# Distyliopsis
Distyliopsis es un género  de plantas con flores perteneciente a la familia Hamamelidaceae.  Comprende 6 especies descritas y  aceptadas.

## Taxonomía
El género fue descrito por  Peter Karl Endress y publicado en Botanische Jahrbücher für Systematik, Pflanzengeschichte und Pflanzengeographie 90(1–2): 30. 1970. La especie tipo es: Distyliopsis dunnii (J.H.Hemsl.) Endress	 

## Especies aceptadas
A continuación se brinda un listado de las especies del género Distyliopsis aceptadas hasta mayo de 2014, ordenadas alfabéticamente. Para cada una se indica el nombre binomial seguido del autor, abreviado según las convenciones y usos. 
- Distyliopsis dunnii (J.H.Hemsl.) Endress
- Distyliopsis lanata N.A.Brummitt & Utteridge
- Distyliopsis laurifolia (J.H.Hemsl.) Endress
- Distyliopsis salicifolia (H.L.Li & E.Walker) Endress
- Distyliopsis tutcheri (J.H.Hemsl.) Endress
- Distyliopsis yunnanensis (H.T.Chang) C.Y.Wu